# Residuo di diidrolipoillisina (2-metilpropanoil)transferasi
La residuo di diidrolipoillisina (2-metilpropanoil)transferasi è un enzima appartenente alla classe delle transferasi, che catalizza la seguente reazione:
2-metilpropanoil-CoA + enzima N6-(diidrolipoil)lisina ⇄ CoA + enzima N6-(S-[2-metilpropanoil]diidrolipoil)lisina
Un multimero (24-mer) di questo enzima forma il core del complesso multienzimatico della 3-metil-2-ossobutanoato deidrogenasi, e si lega fortemente sia alla 3-metil-2-ossobutanoato deidrogenasi (trasferisce 2-metilpropanoile) (numero EC 1.2.4.4) ed alla diidrolipoil deidrogenasi (numero EC 1.8.1.4). Il gruppo lipoile di questo enzima viene 2-metilpropanoilato in maniera riducente dalla 3-metil-2-ossobutanoato deidrogenasi (trasferisce 2-metilpropanoile), con il 2-metilpropanoile successivamente trasferito al coenzima A (unica direzione osservata della reazione sopra descritta). 
In aggiunta al gruppo 2-metilpropanoile, generato quando la 3-metil-2-ossobutanoato deidrogenasi (trasferisce 2-metilpropanoile) agisce sull'ossoacido che corrisponde alla valina, questo enzima trasferisce anche il 3-metilbutanoile ed i gruppi S-2-metilbutanoili, donatigli quando la 3-metil-2-ossobutanoato deidrogenasi (trasferisce 2-metilpropanoile) agisce sugli ossoacidi corrispondenti alla leucina ed alla isoleucina.